# Cyrtodactylus martinstolli
Espèce
Synonymes
- Gonydactylus martinstolli 
Darevsky, Helfenberger, Orlov & Shah, 1998

Cyrtodactylus martinstolli est une espèce de geckos de la famille des Gekkonidae.

## Répartition
Cette espèce est endémique du district d'Ilam au Népal.

## Description
C'est un gecko nocturne et terrestre.

## Étymologie
Cette espèce est nommée en l'honneur de Martin Stoll.

## Publication originale
- Darevsky, Helfenberger, Orlov & Shah, 1998 "1997" : Two new species of the genus Gonydactylus (Sauria: Gekkonidae) from eastern Nepal. Russian Journal of Herpetology, vol. 4, n. 2, p. 89-93.